# Valmigièira
Valmigièira (en francès Valmigère) és una vila de la regió d'Occitània, al departament de l'Aude, districte de Limós, cantó de Coisan, d'uns 25 habitants a uns 600 metres d'altitud, prop del Coll de Valmigièira. Església parroquial dedicada a Sant Lluís. A la rodalia els Avencs de Valmigièira, formats per les aigües soterrànies.
Antigament anomenada Vallis Migieira, va evolucionar cap a Valmigeyra o noms similars. El seu nom francès, Valmigère, és de 1781.